# 스카이랩
스카이랩(영어: Skylab, 계획 번호 SA-513, SA-206, SA-207, SA-208), 또는 스카이랩 1호는 NASA가 발사하고 운영한 최초의 우주 정거장으로서 아폴로 계획에 사용된 새턴 V 로켓·새턴 IB 로켓을 이용한 우주 정거장이다. 즉, 미국 최초의 우주 정거장으로, 인간이 체류하는 것으로서는 세계에서 2번째가 된다(세계 최초는 소련의 살류트 1호).지구 궤도를 1973년에서 1979년까지 주회했고, 1973년 ~ 1974년에 걸쳐 3회, 9명의 우주비행사가 체류했다. 미중력의 영향을 실험하기 위한 장치나, 태양 관측을 위한 전망대(Apollo Telescope Mount)를 갖추고 있었다. "스카이랩"이라는 이름은 NASA의 공모에 의해서 붙여졌다. "Skylab" 에서, "lab" 은 실험실이라는 뜻인 영어 단어 laboratory의 약어이다.

## 개요
스카이랩은 새턴 V 로켓의 제3단의 내부에 거주 공간을 만들어서 지구 궤도를 주회하는 우주 정거장으로 개조한 것이다. 1973년 5월 14일에 무인으로 발사되었다.
스카이랩의 구조는 대략적으로,
- 궤도 작업 모듈 - 새턴 V의 제3단 로켓을 개조
- 에어록 모듈 - 중간부
- 다목적 도킹 모듈 - 선단부

의 3개 구조로 되어 있었고, 다목적 도킹 모듈에는 우주 망원경이 장착되었다. 승무원은 스카이랩 2호 ~ 4호에 탑승해 발사되어 다목적 도킹 모듈의 선단부로부터 아폴로 달 착륙선과 같은 방법으로 도킹해 스카이랩 내부에 탑승한다.
원래 궤도 작업 모듈의 좌우 각각에 태양 전지 패널을 전개할 예정이었지만, 발사 시에 예상 외의 공기 저항이 발생했기 때문에, 한쪽 편의 태양 전지 패널과 운석 방호 패널·단열재에 문제가 발생했다. 그 때문에 스카이랩 2호(유인)가 도착한 시점에서 모듈 내의 생존 가능 환경은 충분히 갖추어지지 않았고(도착 시점에서의 선내 온도는 50도 이상), 선외 활동에 의한 선체 보수 후에 정상적인 운용을 시작했다. 궤도 작업 모듈의 열 차폐 시트는, 보수 시에 장착되었다. 보수는 그 이후의 미션에서도 행해졌다.
우주 정거장으로서의 스카이랩은 1기(스카이랩 1호)밖에 없다. 스카이랩 2호 ~ 4호는, 아폴로 계획의 사령선·기계선을 사용한 승무원 왕복선에 붙여진 명칭이다. 각각 3명이 사령선에 탑승해, 새턴 IB 로켓으로 발사되어 무인의 스카이랩 1호에 도킹하는 방식이었다. 체류 후에는 승무원이 다시 사령선에 갈아타고 귀환했다. 임무 내용으로서,
- 지구·태양의 관측
- 무중력 공간에 있어서의 생리 현상의 연구
- 무중력에서의 반도체·금속 결정의 생성
- 생물·미생물의 활동 관찰

등의 과학적 실험들이 행해졌다.

## 배경
스카이랩 계획의 시작 시점을 딱 잡아 정하는 것은 곤란하다. 왜냐하면 이 계획이 실제로 시작되기 이전에도 NASA에는 우주 정거장 계획에 관한 여러 가지 제안이 있었기 때문이었다.

### 초기 단계
최초의 계획은, 1959년에 베르너 폰 브라운 박사가 미국 육군에 제출한 「호라이즌 계획」 (Project Horizon)을 들 수 있을 것이다. 브라운 박사의 계획의 최종 목적은 인간을 달에 보내는 것이어, 그 계획은 즉시 NASA에 채용되었다. 브라운 박사는 달 착륙 계획에 참가하는 한편으로, 호라이즌 계획의 세부 사항에 대해서도 독자적으로 검토를 계속했다.「기존의 로켓을 개조해 우주 정거장을 건설한다」라고 하는 그의 계획은 이윽고 다른 연구원들에게도 계승되어 여러 가지 제안이 제출된 결과, 최종적으로 스카이랩 계획이 실현되었던 것이다.

### 아폴로 응용 계획
1964년 7월, NASA 상부는 아폴로 우주선의 하드웨어의 여러 가지 과학적 연구의 응용 계획을 검토하기 위한 연구를 시작했다. 예를 들어,
- 2기의 새턴 V를 사용하고, 달 착륙선을 베이스로 한 달 표면 기지를 건설한다.
- 달 착륙선을 개조해, 유인 천체 망원경을 궤도상에 쏘아 올린다.
- 달 착륙선이나 기계선을 연결한 소규모의 우주 정거장을 건설한다.

등 몇 개의 제안을 했지만, 대규모 우주 정거장 건설 계획에는 크게 주목하지 않았다. 하지만 이 연구는 2년 후에 「아폴로 응용 계획 (Apollo Applications Program, 약어: AAP)」이라고 명칭을 고쳐 중요한 역할을 완수하게 되었다.
1964년 8월, 존슨 우주 센터(Lyndon B. Johnson Space Center; JSC)는 일회용 우주 정거장 「아폴로 X」계획을 제안했다. 이것은 S-IVB 상부(본래는 달 착륙선이 수납된다)에 소형의 우주 정거장을 탑재해, 15일 ~ 45일간에 걸쳐서 우주에 체류한다는 계획이었다. 이 안을 기초로 해 몇 개의 제안이 나왔지만, 이것에 대해서 폰 브라운 박사가 제안한 것은 더 대담한 것이었다. S-IVB 및 본래는 우주선이 탑재되는 유료 하중 부분을 통째로 우주 정거장으로 개조하고, S-II의 연료 탱크를 비행사들의 거주 공간으로 개조한다는 것이었다.
궤도상에 도달하면, S-II는 탱크 내에 남은 여분의 연료를 모두 방출하고, 비행사는 이 연료 탱크를 거주 공간으로서 활용한다. 정거장을 가동하기 위해서 필요한 전력은, 선체 외부에 장착한 태양 전지 패널로 조달한다. 이렇게 하면, 33×45 피트 이상의 광대한 거주 공간을 확보할 수 있었다.
그렇지만 이 방식에는, 그 시점에서 발주되고 있던 모든 새턴 V 로켓은 달 비행에만의 사용이 확정되어, 예비용 로켓은 존재하지 않는다는 문제점이 있었다. 다만, 몇 개의 사령선·기계선 및 달 착륙선의 시험 비행 계획이 취소되었기 때문에, 새턴 IB 로켓은 약간의 여분이 있었다. 그 때문에, 새턴 IB 로켓에 더 소형의 정거장을 탑재해 발사하자는 제안도 나왔다.
그런데 새턴 IB 로켓은, S-IVB를 빈 상태로 궤도에 올리려면 추진력이 부족했다. 그 때문에 새턴 IB 로켓으로 S-IVB를 쏘아 올릴 때 , 필연적으로 탱크 안에는 연료가 탑재되어 있어야 했다. 이 제한이 있었기 때문에, "로켓의 연료 탱크를 거주 공간으로 활용한다"라는 브라운 박사의 구상이 주목받았다. 즉 "새턴 IB 로켓으로 S-IVB를 쏘아 올려 우주 정거장으로서 활용한다"라는 계획이었다. 연료 탱크 내에 미리 필요한 최소한의 기기를 설치해 두고(이 때문에 발사할 때 연료가 가득 차게 될 일은 없다), 실험동 등의 부속 기기는 다른 새턴 IB 로켓으로 쏘아 올려 궤도상에서 도킹시킨다. JSC는 이 계획에 근거해 검토를 진행시켜 S-IVB의 제조사인 더글러스 사에 계획의 준비를 의뢰했다.
1966년 4월 1일, JSC는 S-IVB 개조에 관한 계약서를 더글러스 사, 그러먼 사, 맥도넬 사에 송부했다. 우주 공간에서 연료를 투기하는 것의 위험성에 대한 염려가 비행사들 사이에서 나왔지만, 이 해의 7월에는 AAP(아폴로 응용 계획) 1호·2호의 실행이 표명되었다. 또한 이 계획은, 원래는 지구 주회 궤도상에 아폴로 사령선·기계선을 쏘아 올리기 위해서 예정되어 있던 것을 유용한 것이었다.
그 후, 아폴로 18호 ~ 20호까지의 계획이 취소되었기 때문에, 새턴 V 로켓을 AAP에 사용할 수 있게 되었다. 보다 강력한 로켓을 이용할 수 있게 되었기 때문에, 당초의 계획인 「궤도상에서 연료를 투기하고, 연료 탱크를 거주 공간으로 개조한다」라고 하는 과정은 불필요하게 되어, 애초부터 이미 완성된 정거장을 쏘아 올리는 방식으로 변경되었다.

## 선체
S-IVB 개조에 관한 계약은, 1969년 8월 8일에 더글러스 사가 획득했다. 1970년 1월에는, 실물 크기의 모형을 제작하기 위한 실험용 S-IVB가 더글러스 사에 보내졌다. 실제로 우주로 간 것은, 본래는 아폴로 20호로 사용될 예정이었던 기체이다.

## 비행
스카이랩은 1973년 5월 14일, 새턴 V를 개조한 새턴 INT-21 로켓에 의해 고도 435 km의 지구 주회 궤도상에 발사되었다. 이 발사가 본래의 "스카이랩 1호(SL-1)"이다. 이때 예상 외의 공기 저항이 기체에 발생했기 때문에, 미소 운석 방어벽·태양광 가림판 및 좌측의 태양 전지 패널이 벗겨져 버렸다. 남은 한쪽 편의 태양 전지 패널에는 파편이 끼여 전개할 수 없게 되어 버렸기 때문에, 선체는 심각한 전력 부족 상태에 빠졌다. 또 태양광 가림판이 선체에서 떨어져서, 선내 온도는 서서히 상승하기 시작했다. 1973년 5월 25일, 새턴 IB 로켓에 의해 발사된 스카이랩 2호의 3명의 승무원은, 선외 활동에 의해서 고장난 곳을 수리했다. 만약 이 수리에 실패하면, 열에 의해 플라스틱류가 녹아 선내에 유독 가스가 가득 차 선내가 위험에 빠질 수도 있었다. 스카이랩 2호의 승무원은 28일간 우주에 체류했다. 계속되는 스카이랩 3호는 같은 해의 7월 28일, 스카이랩 4호는 11월 16일에 발사되어 각각 3명의 비행사가 59일간과 84일간에 걸쳐서 체류했다. 마지막 승무원이 지구에 귀환한 것은 1974년 2월 8일이었다.

### 궤도상에서의 활동 및 연구 성과
스카이랩은 3회의 유인 비행으로 총계 171일 13시간에 걸쳐서 인간을 우주에 체류시켰고, 또 지구를 2000회 이상 돌았다. 비행사가 선외 활동을 행한 시간은, 42시간 16분에 이른다. 또 8종류의 태양 관측을 포함한 과학 실험에 든 시간은 대략 2000 시간 정도이다. 태양의 코로나 홀 (Coronal hole)은 스카이랩에 의해서 발견되었다. 인간이 장기간 무중력에서 생활하는 것에 관한 조사도 많이 행해졌다.

## 그 이후의 스카이랩

### 스카이랩 5호 및 스카이랩 B
스카이랩 4호의 종료 후, 3명의 비행사를 20일간 체류시켜, 아폴로 사령선·기계선의 로켓을 분사해 스카이랩을 보다 높은 궤도상에 올리는 스카이랩 5호 계획이 예정되어 있었지만, 실현되지 않았다. 또 NASA는 남은 아폴로 우주선이나 새턴 로켓을 사용해 또 하나의 정거장 "스카이랩 B"의 발사를 검토하고 있었지만, 최종적으로 그것들은 모두 박물관에 기증되었다.

### 우주왕복선과의 제휴
계획 종료 후, 스카이랩은 8년 간은 궤도상에 체류할 것으로 예상되었다. 그 때문에, 1979년까지 우주왕복선을 도킹시켜, 그 엔진을 사용해 스카이랩을 보다 높은 안전한 궤도상까지 이동시키려는 계획이 제안되었지만, 우주왕복선의 첫비행이 1981년까지 늦어져 버렸기 때문에 실현되지 않았다. 또 원격 조종에 의해 무인 위성을 도킹시키자는 안도 나왔지만, 예산 부족 때문에 이것도 실현되지 않았다.
스카이랩은 자이로스코프의 교체나 연료의 보충 등 대폭적인 보수 작업이 필요했지만, 본래 많은 부분은 우주에서 교체할 수 있도록 설계되어 있지 않았다. 그렇지만 비행사들은 열 교환기를 바꾸어 보이는 등, 우주 공간에서도 수리는 가능한 것을 증명해 보였다. 우주왕복선을 이용한 스카이랩 보수 계획은, 이하의 4단계로 나뉘어 있었다.
1. 우주왕복선의 2번째 비행으로 소형의 로켓 엔진을 장착해, 보다 높은 궤도까지 이동시킨다.
2. 1982년 1월에 도킹용 어댑터를 설치해 1983년 8월에 비행사가 몇 개의 시스템을 교체한다.
3. 1984년 3월에는 동력 확장 구획을 장착해 30 ~ 90일간에 걸쳐서 지구 자원 탐사를 한다.
4. 1985년 ~ 1989년에 걸쳐 추가의 보급 구획이나 실험실 스페이스랩(Spacelab) 등을 도킹시켜, 8명의 비행사가 체류할 수 있도록 확장한다.

### 대기권 재돌입
계획의 종료 후, 태양의 활동이 활발하게 진행되었고, 그 결과 지구의 대기를 따뜻하게 할 수 있어 대기권이 팽창했기 때문에, 기체에 발생하는 공기 저항이 증가했다. 그 때문에 당초 예상되고 있었던 것보다 빠른 1979년 7월 11일 16:37:00 UTC에 스카이랩은 대기권에 재돌입했다. 이 주에, 지상의 관제사는 대략 5년 만에 스카이랩과 교신해, 기체의 자세 제어에 성공했다. 추락 지점은 남반구 인도양의 오스트레일리아 서부, 동경 87도, 남위 48도로부터 동경 144도, 남위 12도 부근이 될 것으로 예상되었지만, 실제로는 스카이랩의 파편은 오스트레일리아의 에스페란스(Esperance)에서 로린나(Rawlinna) 인근에 걸쳐 흩어졌다. 에스페란스 지방은 미국 정부에 쓰레기를 흩뿌렸다는 명목으로 400 달러의 벌금을 청구했지만, 이것은 아직껏 지불되지 않았다.
스카이랩의 재돌입은 세계적인 화제가 되어, 많은 광고나 도박의 대상이 되었다. 미국의 신문 샌프란시스코 익자미너(San Francisco Examiner) 지는 「최초로 스카이랩의 파편을 본사에 가져온 분에게 10000 달러의 상금을 지급합니다」라고 광고했는데, 에스페란스에 사는 17세의 소년이 자택의 지붕에 파편이 떨어진 것을 발견해, 즉시 비행기를 타고 샌프란시스코까지 가져가 상금을 획득했다. 또 우연히, 이 며칠 후인 7월 20일에 낙하 지점에에서 가까운 오스트레일리아 서부 퍼스(Perth)에서 이 해의 미스 유니버스 대회가 개최되게 되어 있었으므로, 당일 대회장에서는 불타고 남아 지상에 낙하한 다수의 파편이 전시되었다.
지상 시험용의 스카이랩의 실물 크기 모형도 만들어져, 현재는 워싱턴 D.C.의 스미스소니언 항공 우주 박물관에 전시되고 있다. 비행사의 훈련용으로 사용된 모형은, 텍사스주 휴스턴의 존슨 우주 센터에 전시되고 있다. 예비용 부품으로 만들어진 훈련용 모형은 앨라배마주 헌트빌에도 있지만, 현재는 복원 공사 중이다.

## 미션 번호
스카이랩 계획의 미션 번호는 매우 혼잡스러웠다. 처음은, 무인의 본체 발사로부터 그 후에 계속되는 3회의 유인 비행까지를 SL-1 으로부터 SL-4 까지의 번호로 배정했다. 그 준비 기간 중에, 이 3회의 유인 비행 계획을 SLM-1 으로로부터 SLM-3 라고 명명한, 완전히 다른 문서가 만들어져 있었다. SL-2의 선장 찰스 콘라드는, SL-4의 조종사(파일럿)를 맡은 윌리엄 포그에게 "스카이랩 계획 각각의 엠블럼을 만들어야 한다." 라고 제안했다. 포그가 그 의견에 따라 외부 업자에게 제작을 발주했을 때, 잘못해서 번호를 2 - 4 가 아니고 1 - 3으로 해 버렸다. NASA의 상부가 알았을 때에는 벌써 늦어 잘못된 번호가 붙여진 비행복이 발송되어 버린 후였다.
| 계획명                    | 표장 | 선장        | 파일럿      | 사이언스 파일럿 | 발사일                        | 착륙일                       | 체류 기간(일) |
| ------------------------- | ---- | ----------- | ----------- | --------------- | ----------------------------- | ---------------------------- | ------------- |
| 스카이랩 1호 SL-1         |      | 무인        | 무인        | 무인            | 1973년 5월 14일 17:30:00 UTC  | 1979년 7월 11일 16:37:00 UTC | 2248.96       |
| 스카이랩 2호 SL-2 (SLM-1) |      | 찰스 콘라드 | 폴 웨이츠   | 조셉 커윈       | 1973년 5월 25일 13:00:00 UTC  | 1973년 6월 22일 13:49:48 UTC | 28.03         |
| 스카이랩 3호 SL-3 (SLM-2) |      | 앨런 빈     | 잭 루스마   | 오웬 개리엇     | 1973년 7월 28일 11:10:50 UTC  | 1973년 9월 25일 22:19:51 UTC | 59.46         |
| 스카이랩 4호 SL-4 (SLM-3) |      | 제럴드 커   | 윌리엄 포그 | 에드워드 깁슨   | 1973년 11월 16일 14:01:23 UTC | 1974년 2월 8일 15:16:53 UTC  | 84.04         |